# Matheurística
Nombramos Matheurística a aquellos algoritmos de optimización derivados de la interoperación de metaheurísticas y técnicas de programación matemática (PM). Una de sus características esenciales es la explotación, en alguna parte del algoritmo, de características derivadas del modelo matemático del problema que resolver, de ahí el uso de la definición “metaheurísticas basadas en modelos”, presente en eventos y sitios web relacionados con las matheurísticas. 
Este campo pretende explotar las ventajas que brindan los modelos y técnicas de la PM en el desarrollo de plataformas (meta)heurísticas, combinándose con la robustez y efectividad de estas últimas. Dentro de la comunidad de investigadores afines, a muchos ha atraído el tema, produciéndose así la publicación de ediciones especiales de libros y revistas dedicados a este tópico. 

 (enlace roto disponible en Internet Archive; véase el historial, la primera versión y la última).

## Desarrollo y perspectivas
Urge advertir que el uso de la Programación Matemática para resolver problemas de optimización de manera heurística es mucho más antiguo y más extendido que el de las matheurísticas. Aunque la idea de diseñar métodos de PM específicamente para soluciones heurísticas tiene rasgos innovadores que la diferencian de la práctica común de convertir métodos exactos de la PM en heurísticas cuando no hay suficiente disponibilidad de recursos computacionales. Por el contrario, en el caso de las metaheurísticas, la aplicación de modelos y técnicas de la PM es una tendencia novedosa.
Ciertos enfoques que se sirven de una combinación de PM con metaheurísticas están apareciendo de forma regular en la literatura especializada. Tales combinaciones pueden estar orientadas hacia dos direcciones: una de ellas, que es además la más recorrida hasta el momento, es el empleo de la PM para mejorar o diseñar metaheurísticas, la otra consiste en el uso de estas últimas para mejorar las técnicas ya conocidas de la PM.
Aunque vincula dos de los campos más arraigados de la optimización matemática, la matheurística apenas está en su infancia. Se hace por tanto difícil precisar en que dirección se concentrará el futuro desarrollo de este campo. Algunas de las principales líneas de investigación desarrolladas hasta el momento han sido:
- La utilización de técnicas de la PM para mejorar la búsqueda local. Por ejemplo la utilización de técnicas de poda de la Programación Entera Mixta (PEM) para la exploración de grandes vecindades alrededor de soluciones prometedoras.

- La hibridación de (meta)heurísticas y técnicas exactas de la PM. Por ejemplo, la utilización de modelos de la PM para la solución de subproblemas dentro de una metaheurístca determinada o para mejorar ciertos operadores heurísticos.

- La utilización de técnicas ‘clásicas’ de la PM como la relajación Lagrangeana o la descomposición de Bender para guiar y modificar las operaciones de heurísticas subordinadas.

- La aplicación de modelos matemáticos como fundamento para el diseño de nuevas metaheurísticas.